# Christa Stubnick
Christa Stubnick (dekliški priimek Seliger, poročena Fischer), nemška atletinja, * 12. december 1933, Gardelegen, Nemčija, † 13. maj 2021
Nastopila je na poletnih olimpijskih igrah leta 1956 v Melbournu, kjer je osvojila srebrni medalji v teku na 100 m in teku na 200 m ter šesto mesto v štafeti 4×100 m. Na evropskih prvenstvih je osvojila bronasto medaljo v teku na 100 m leta 1958. Leta 1956 je z nemško reprezentanco dvakrat postavila svetovni rekord v štafeti 4 x 100 m.